# Svjetsko prvenstvo u rukometu – Švicarska 1986.
|}
Svjetsko prvenstvo u rukometu 1986. održano je u Švicarskoj od 25. veljače do 8. ožujka. 
Svjetskim prvacima postali su reprezentativci SFR Jugoslavije koji su u finalu savladali reprezentaciju Mađarske.

## Prva faza natjecanja

### Grupa A
- DR Njemačka -  Kuba 28:24 (15:11)
- Jugoslavija -  SSSR 26:22 (13:11)
- DR Njemačka -  SSSR 23:18 (10:13)
- Jugoslavija -  Kuba 32:28 (15:13)
- Jugoslavija -  DR Njemačka 22:20 (10:9)
- SSSR -  Kuba 33:23 (13:12)

1. Jugoslavija 6
2. DR Njemačka 4
3. SSSR 2
4. Kuba 0

### Grupa B
- SR Njemačka -  Poljska 21:20 (8:8)
- Švicarska -  Španjolska 15:15 (4:8)
- SR Njemačka -  Španjolska 18:14 (11:8)
- Švicarska -  Poljska 18:17 (10:11)
- SR Njemačka -  Švicarska 18:17 (8:10)
- Poljska -  Španjolska 20:20 (11:12)

1. SR Njemačka 6
2. Švicarska 3
3. Španjolska 2
4. Poljska 1

### Grupa C
- Rumunjska -  Čehoslovačka 23:18 (8:9)
- Island -  Koreja 21:30 (9:13)
- Island -  Čehoslovačka 19:18 (10:8)
- Rumunjska -  Koreja 22:21 (15:9)
- Koreja -  Čehoslovačka 25:22 (10:13)
- Rumunjska -  Island 23:25 (13:11)

1. Koreja 4 (+11)
2. Rumunjska 4 (+4)
3. Island 4 (-6)
4. Čehoslovačka 0

### Grupa D
- Mađarska -  Danska 25:21 (11:8)
- Švedska -  Alžir 24:16 (11:8)
- Mađarska -  Švedska 23:22 (9:12)
- Danska -  Alžir 27:18 (13:8)
- Mađarska -  Alžir 23:19 (12:13)
- Švedska -  Danska 24:21 (12:11)

1. Mađarska 6
2. Švedska 4
3. Danska 2
4. Alžir 0

## Druga faza natjecanja

### Grupa 1
- DR Njemačka -  Švicarska 23:16 (11:6)
- SSSR -  SR Njemačka 23:20 (8:10)
- Jugoslavija -  Španjolska 18:17 (10:8)
- DR Njemačka -  SR Njemačka 24:15 (11:7)
- Švicarska -  Jugoslavija 19:27 (7:15)
- SSSR -  Španjolska 17:25 (8:11)
- Jugoslavija -  SR Njemačka 19:17 (9:8)
- DR Njemačka -  Španjolska 19:21 (13:11)
- SSSR -  Švicarska 24:15 (8:8)

1. Jugoslavija 10
2. DR Njemačka 6
3. Španjolska 5
4. SR Njemačka 4 (25%: -7)
5. SSSR 4 (25%: -14)
6. Švicarska 1

### Grupa 2
- Rumunjska -  Švedska 20:25 (11:11)
- Koreja -  Danska 27:31 (17:18)
- Island -  Mađarska 20:21 (12:11)
- Island -  Danska 25:16 (10:10)
- Rumunjska -  Mađarska 17:19 (9:10)
- Koreja -  Švedska 26:29 (15:12)
- Koreja -  Mađarska 28:34 (16:16)
- Rumunjska -  Danska 16:18 (7:10)
- Island -  Švedska 23:27 (9:15)

1. Mađarska 10
2. Švedska 8
3. Island 4 (25%: +4)
4. Danska 4 (25%: -16)
5. Rumunjska 2 (25%: +1)
6. Koreja 2 (25%: -1)

### Utakmice za poredak od 13. do 16. mjesta
- Kuba -  Čehoslovačka 23:27 (9:16)
- Kuba -  Alžir 25:24 (10:16)
- Poljska -  Alžir 28:23 (13:6)
- Poljska -  Čehoslovačka 22:23 (13:10)

### Finalne utakmice
- Za 11. mjesto
  -  Švicarska -  Koreja 27:22 (14:11)
- Za 9. mjesto
  -  Rumunjska -  SSSR 25:21 (12:10)
- Za 7. mjesto
  -  SR Njemačka -  Danska 25:18 (11:10)
- Za 5. mjesto
  -  Španjolska -  Island 24:22 (10:10)
- Za 3. mjesto
  -  DR Njemačka -  Švedska 24:23 (13:11)
- Finale
  -  Jugoslavija -  Mađarska 24:22 (12:12)

## Konačni poredak
1. Jugoslavija
2. Mađarska
3. DR Njemačka
4. Švedska
5. Španjolska
6. Island
7. SR Njemačka
8. Danska
9. Rumunjska
10. SSSR
11. Švicarska
12. Južna Koreja
13. Čehoslovačka
14. {{RukRep|POLJ}
15. Kuba
16. Alžir

## Najbolji strijelci prvenstva
1. Jae-Wong Kang ( Koreja (Južna Koreja)) 67/16
2. Julian Duranona ( Kuba) 50/14
3. Björn Jilsen ( Švedska) 47/20
4. Peter Kovacs ( Mađarska) 45/6
5. Christian Arason ( Island) 41/13

## Vanjske poveznice
- Statistika IHF-a  Arhivirana inačica izvorne stranice od 31. listopada 2012. (Wayback Machine)